# Lee Jung-shin
Lee Jung-shin (kor. 이정신, ur. 15 września 1991 w Seulu) – południowokoreański muzyk, piosenkarz, raper i aktor. Jest basistą w zespole CNBLUE. Lee zadebiutował jako aktor w 2012 roku w serialu Nae ttal Seo-yeong-i stacji KBS2.

## Dyskografia

### Piosenki
Ścieżka dźwiękowa
- „Confession” (2016; z Cinderella-wa ne myeong-ui gisa)

## Filmografia

### Seriale
| Rok  | Tytuł                           | Rola                       | Stacja telewizyjna |
| ---- | ------------------------------- | -------------------------- | ------------------ |
| 2012 | Neongkuljjae gulleoon danshin   | on sam (cameo)             | KBS2               |
| 2012 | Nae ttal Seo-yeong-i            | Kang Sung-jae              | KBS2               |
| 2013 | Kalgwa kkot                     | Shi-woo                    | KBS2               |
| 2014 | Yuhok                           | Na Hong-gyu                | SBS                |
| 2015 | Drama Special Thank You, My Son | Jang Shi-woo               | KBS2               |
| 2015 | Dziewczyna, która widzi zapachy | Cameo, odc. 6              | SBS                |
| 2016 | Cinderella-wa ne myeong-ui gisa | Kang Seo-woo               | tvN                |
| 2017 | Yeopgijeog-in geunyeo           | Kang Joon-young            | SBS                |
| 2018 | Aeganjang                       | Kang Shin-woo              | OCN                |
| 2018 | Voice 2                         | Lee Jae-Il (cameo, odc. 8) | OCN                |

### Programy rewiowe
| Rok       | Tytuł                 | Uwagi         | Stacja telewizyjna |
| --------- | --------------------- | ------------- | ------------------ |
| 2015      | Shaolin Clenched Fist | główna obsada | SBS                |
| 2015      | Fashion King Korea    | główna obsada | SBS                |
| 2015-2016 | M Countdown           | prowadzący    | Mnet               |

## Nagrody i nominacje
| Rok  | Nagroda                  | Kategoria                                         | Wynik     |
| ---- | ------------------------ | ------------------------------------------------- | --------- |
| 2012 | KBS Drama Awards         | Najlepszy nowy aktor (Nae ttal Seo-yeong-i)       | Nominacja |
| 2013 | 6. Korea Drama Awards    | Najlepszy nowy aktor (Nae ttal Seo-yeong-i)       | Nominacja |
| 2013 | 49. Baeksang Arts Awards | Najlepszy nowy aktor TV (Nae ttal Seo-yeong-i)    | Nominacja |
| 2013 | 49. Baeksang Arts Awards | Najpopularniejszy aktor TV (Nae ttal Seo-yeong-i) | Nominacja |
| 2016 | 1st Asia Artist Awards   | New Actor Award                                   | Wygrana   |
| 2017 | 25. SBS Drama Awards     | Najlepszy nowy aktor (Yeopgijeog-in geunyeo)      | Nominacja |